# Red Shoe Diaries
Red Shoe Diaries è una serie televisiva drammatico/erotica statunitense ideata da Zalman King e trasmessa dal 1992 al 1997 sul canale via cavo Showtime.
Anticipata da un film per la televisione del 1992 intitolato Orchidea selvaggia 3 (Red Shoe Diaries), la serie ha dato vita ad altre 19 pellicole, quasi tutte uscite in DVD o VHS. Tra le guest star presenti: Sheryl Lee, Richard Tyson, Denise Crosby, Robert Knepper, Luca Tommassini, Caron Bernstein e Matt LeBlanc.

## Trama
Jake Winters, sconvolto per la perdita della compagna, suicidatasi perché incapace di interrompere una relazione extraconiugale con un affascinante venditore di scarpe dal quale aveva acquistato un paio di scarpette rosse, pubblica un annuncio su un giornale per ricevere lettere di donne che hanno vissuto esperienze di tradimento o passioni erotiche estreme. "Red Shoe" è il nome con il quale egli si firma.

## Episodi
| Stagione         | Episodi | Prima TV USA | Prima TV Italia |
| ---------------- | ------- | ------------ | --------------- |
| Prima stagione   | 13      | 1992         |                 |
| Seconda stagione | 13      | 1993         |                 |
| Terza stagione   | 13      | 1994         |                 |
| Quarta stagione  | 13      | 1995         |                 |
| Quinta stagione  | 14      | 1996         |                 |

## Film
Il film televisivo Orchidea selvaggia 3 (Red Shoe Diaries), uscito nel 1992, è il prequel della serie televisiva.
Gli altri film nati sull'onda del successo della serie sono:
- Red Shoe Diaries 2: Double Dare (1993) Uscito in home video
- Red Shoe Diaries 3: Another Woman's Lipstick (1993) Uscito in home video
- Red Shoe Diaries 4: Auto Erotica (1994) Uscito in home video
- Red Shoe Diaries 5: Weekend Pass (1995) Uscito in home video
- Red Shoe Diaries 6: How I Met My Husband (1996) Uscito in home video
- Red Shoe Diaries 7: Burning Up (1997) Uscito in home video
- Red Shoe Diaries 8: Night of Abandon (1997) Uscito in home video
- Red Shoe Diaries 9: Hotline (1994)
- Red Shoe Diaries 10: Slow Train (1996) Uscito in home video
- Red Shoe Diaries 11: Farmer's Daughter (1997) Uscito in home video
- Red Shoe Diaries 12: Girl on a Bike (2000) Uscito in home video
- Red Shoe Diaries 13: Four on the Floor (1996) Uscito in home video
- Red Shoe Diaries 14: Luscious Lola (2000) Uscito in home video
- Red Shoe Diaries 15: Forbidden Zone (2002) Uscito in home video
- Red Shoe Diaries 16: Temple of Flesh (1997) Uscito in home video
- Red Shoe Diaries 17: Swimming Naked (2001) Uscito in home video
- Red Shoe Diaries 18: The Game (2000) Uscito in home video
- Red Shoe Diaries 19: As She Wishes (2001) Uscito in home video

## Sequel
Il regista Zalman King era intenzionato a realizzare una nuova serie televisiva, ma venne realizzato solamente l'episodio pilota prima che il progetto venisse cancellato. Questo episodio pilota è stato trasmesso nel 2006 come film televisivo intitolato Red Shoes Diaries: Las Vegas.

## Distribuzione
In Italia la serie è stata trasmessa nella fine degli anni '90 dal canale TELE+ (poi successivamente sulle reti locali) e nel 2003 è stata replicata in orario notturno su Italia 7 Gold. Nei primi mesi del 2010 è stato trasmesso anche su TVR Teleitalia (del circuito 7 Gold).